# Anolis inexpectatus
Anolis inexpectatus är en ödleart som beskrevs av  Garrido och ESTRADA 1989. Anolis inexpectatus ingår i släktet anolisar, och familjen Polychrotidae. Inga underarter finns listade i Catalogue of Life.